# Sweetheart of the Rodeo
Az 1968-as Sweetheart of the Rodeo a The Byrds hatodik nagylemeze. Az album műfajilag teljesen elkanyarodott az előző album pszichedelikus rock műfajától, és egy country rock hangzást igyekezett létrehozni. Bár az együttes korábban is próbálkozott country zenével, ezen az albumon nyúltak be a legmélyebbre ebbe a műfajba. Az album mutatta be a nagyközönségnek Gram Parsons énekest. Szerepel az 1001 lemez, amit hallanod kell, mielőtt meghalsz című könyvben. 2020-ban a Minden idők 500 legjobb albuma listán 274. helyen szerepelt.

## Az album dalai
| 1. | You Ain't Goin' Nowhere   | Bob Dylan                                                  | 2:33 |
| 2. | I Am a Pilgrim            | tradicionális, hangszerelte Roger McGuinn és Chris Hillman | 3:39 |
| 3. | The Christian Life        | Charles Louvin, Ira Louvin                                 | 2:30 |
| 4. | You Don't Miss Your Water | William Bell                                               | 3:48 |
| 5. | You're Still on My Mind   | Luke McDaniel                                              | 2:25 |
| 6. | Pretty Boy Floyd          | Woody Guthrie                                              | 2:34 |

| 1. | Hickory Wind               | Gram Parsons, Bob Buchanan   | 3:31 |
| 2. | One Hundred Years from Now | Gram Parsons                 | 2:40 |
| 3. | Blue Canadian Rockies      | Cindy Walker                 | 2:02 |
| 4. | Life in Prison             | Merle Haggard, Jelly Sanders | 2:46 |
| 5. | Nothing Was Delivered      | Bob Dylan                    | 3:24 |

### Kislemezek
1. You Ain't Goin' Nowhere / Artificial Energy (Columbia 44499) 1968. április 2. (US #75, UK #45)
2. I Am a Pilgrim / Pretty Boy Floyd (Columbia 44643) 1968. szeptember 2.

## Közreműködők

### The Byrds
- Roger McGuinn – akusztikus gitár, bendzsó, ének
- Chris Hillman – basszusgitár, mandolin, akusztikus gitár, ének
- Gram Parsons – akusztikus gitár, zongora, orgona, ének
- Kevin Kelley – dobok

### További zenészek
- Lloyd Green, JayDee Maness – pedal steel gitár
- Clarence White – elektromos gitár
- John Hartford – bendzsó, vonós hangszerek, akusztikus gitár
- Roy Husky – nagybőgő
- Earl P. Ball, Barry Goldberg – zongora